# Almo collegio Capranica
L'Almo Collegio Capranica è un collegio di formazione sacerdotale della Chiesa cattolica fondato a Roma nel 1457 per l'istruzione e la preparazione dei giovani aspiranti al presbiterato: si dedica dunque alla formazione dei seminaristi, ma anche dei presbiteri.
È direttamente dipendente dalla Santa Sede, per mezzo di una Commissione episcopale e del rettore, tutti di nomina pontificia. 
I suoi alunni sono titolari del servizio liturgico presso la Basilica papale Liberiana ed il loro rettore ne è canonico onorario durante munere.

## Storia

### Gli esordi

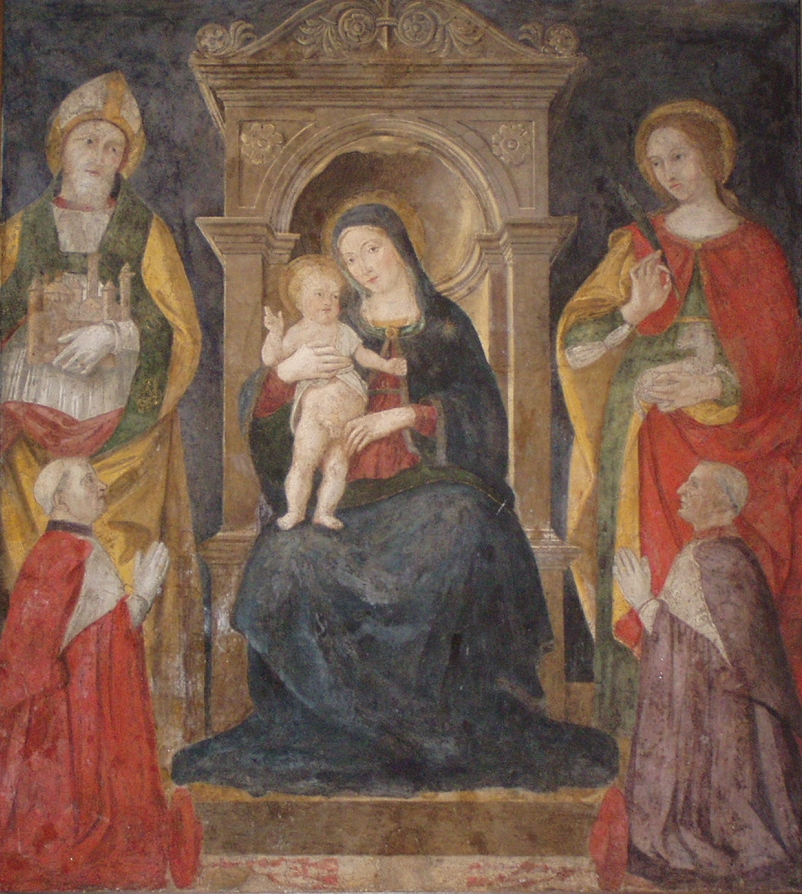
I cardinali Domenico (a sinistra) e Angelo Capranica (a destra) nell'affresco di Antoniazzo Romano Madonna con Bambino, un santo vescovo e sant'Agnese, nella cappella di Sant'Agnese.

Il cardinale Domenico Capranica (1400-1458), con atto del 5 gennaio 1457, fondava un Collegio cui dava il nome della sua famiglia, con lo scopo di offrire la possibilità di una adeguata formazione al sacerdozio ai giovani meno abbienti della città di Roma. Tale fondazione si inseriva nell'ambito di una serie di iniziative analoghe che, specie nella Roma del Quattrocento, venivano suscitate dalla crescente attenzione verso l'istruzione ecclesiastica. Le intenzioni del fondatore rispondevano pertanto all'esigenza di offrire alla società del tempo un clero più preparato sotto l'aspetto culturale e spirituale, da qui la specificità e l'unicità dell'identità capranicense.
Il Collegio venne dotato dal suo fondatore di una solida base economica, così da garantirne l'autonomia finanziaria. Lo stesso cardinal Domenico ne redasse le costituzioni, riedite con qualche aggiunta fino al XX secolo. Nel 1459 il Collegio Capranica aprì le sue porte a una trentina di alunni, e venne affidato alle cure dell'Arciconfraternita romana del SS. Salvatore ad Sancta Sanctorum, di cui il cardinal Capranica era membro fin dal 1452. Alcuni anni dopo, nel 1478, fu il cardinale Angelo Capranica (1423-1478), fratello di Domenico, ad ottenere da Papa Sisto IV licenza di costruire una sede specifica per il Collegio, a fianco dell'antico Palazzo Capranica presso la chiesa di Santa Maria in Aquiro. Il titolo di “almo” ("che dà la vita"), di cui il Collegio si fregia, ricorda quei superiori e alunni che, durante il sacco di Roma del 1527, presso Porta Santo Spirito, sacrificarono la loro vita per la difesa del Pontefice. La biblioteca del Cardinale Domenico Capranica fu donata al Collegio.  Attualmente la maggior parte dei manoscritti sono conservati presso il Fondo Rossi della Biblioteca Apostolica Vaticana.

### L'organizzazione
Se la gestione amministrativa rimaneva nelle mani dei confratelli del SS. Salvatore, il compito di segnalare gli alunni da ammettere al Collegio spettava a illustri esponenti dell'aristocrazia romana, vicini in qualche modo alla famiglia Capranica, e ai capi-rione della città. Gli studenti dovevano seguire i corsi universitari di teologia e diritto canonico presso l'Università della Sapienza (lo Studium Urbis), ma, dalla seconda metà del Cinquecento, si indirizzarono al vicino Collegio Romano, fondato e diretto dai padri della Compagnia di Gesù da poco istituita. A partire dal 1592, accanto al rettore, in Collegio sorse una nuova figura di superiore: il cardinale protettore. Il vescovo di Albano, cardinal Michele Bonelli, fu il primo. Nel 1661 il papa Alessandro VII riformò la prassi di nomina del rettore, affidata sino ad allora agli stessi alunni e a scadenza annuale, e la sottopose all'approvazione della Santa Sede.

### I secoli XIX e XX

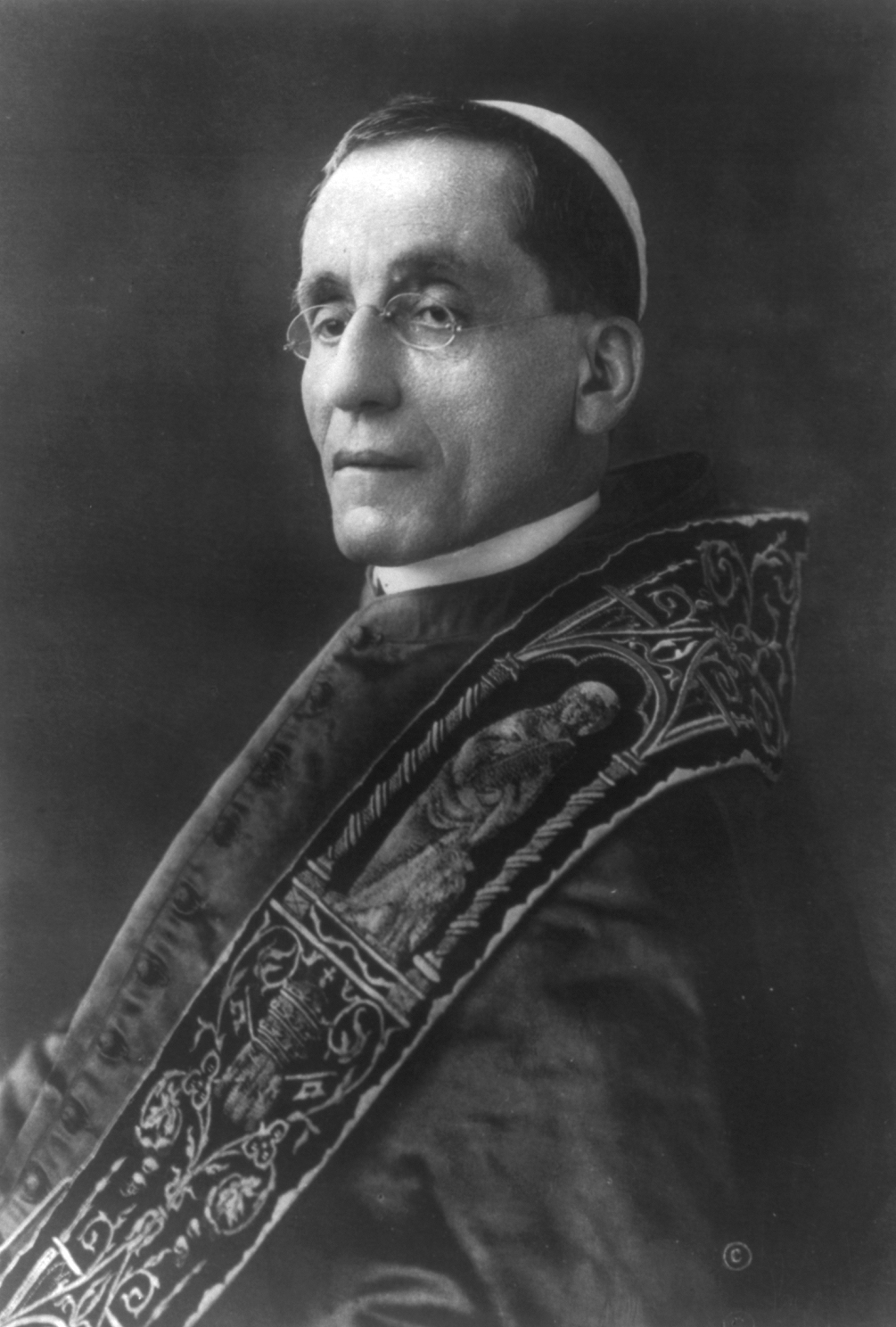
Papa Benedetto XV

Le vicende napoleoniche di Roma provarono duramente il Collegio, che nel decennio 1797-1807 dovette interrompere le sue attività, per riprenderle poi lentamente con la restaurazione dell'istituzione e del patrimonio. Nel corso dell'Ottocento, il Collegio Capranica si affermò progressivamente come istituzione formativa di eccellenza, nonché seminario di forte spiritualità. Il rapporto con la Pontificia Università Gregoriana e la Pontificia accademia ecclesiastica divenne sempre più intenso e fecondo, tanto che non pochi furono gli alunni chiamati a svolgere alti uffici a servizio della Santa Sede.
Nel 1917, papa Benedetto XV, l'ex-alunno Giacomo della Chiesa, col motu proprio Nobilissimam sacrarum affidò, per la "dignità del tempio" e "lo splendore delle cerimonie", agli alunni del Collegio la cura del servizio liturgico alle celebrazioni della Patriarcale Basilica di Santa Maria Maggiore.
Tra il 1953 e il 1955 l'edificio del Collegio venne interessato da un radicale intervento di ristrutturazione, che ne modificò sensibilmente l'aspetto. L'inaugurazione del "nuovo Collegio" fu suggellata dalla memorabile visita di papa Pio XII, l'ex-alunno Eugenio Pacelli, che ebbe luogo il 21 gennaio 1957, festa della patrona Santa Agnese, a cinquecento anni dalla fondazione. Papa Giovanni XXIII ha visitato il Collegio il 28 gennaio 1960.
Il Collegio Capranica partecipò intensamente alla stagione di rinnovamento della Chiesa promossa dal Concilio Vaticano II, attento alle nuove elaborazioni teologiche e culturali che si andavano formulando in quegli anni. Con il breve Propenso et sollicito animo (28 giugno 1971), papa Paolo VI istituì una Commissione Episcopale di nomina pontificia per la direzione del seminario.

#### Giovanni Paolo II
Il 21 gennaio 1980 papa Giovanni Paolo II rese visita al Collegio Capranica, presiedendo la concelebrazione eucaristica in occasione della solennità di sant'Agnese, patrona del Collegio, e incontrando superiori e alunni. Lo Statuto approvato dal Papa nell'agosto 1982  indica la fisionomia e il progetto formativo dell'Almo Collegio Capranica, «comunità ecclesiale educativa, nella quale gli alunni si formano al Ministero Sacerdotale» (art. 4)
Giovanni Paolo II è tornato a visitare il Collegio il 21 gennaio 1992.

#### Francesco
Il 14 gennaio 2019 papa Francesco ha approvato il nuovo Statuto. Nella continuità istituzionale e normativa e in spirito di rinnovamento permanente, secondo quanto previsto nelle stesse Costituzioni del cardinale fondatore, l'Almo Collegio Capranica è presentato come «una comunità ecclesiale educativa nella quale gli alunni, prima e dopo l'ordinazione sacra, compiono un cammino formativo integrale per la propria maturazione umana, spirituale, intellettuale e pastorale, in vista del Sacerdozio ministeriale, in una Chiesa sacramento di comunione e di unità, in missione per comunicare la gioia del vangelo».

### La festa di Sant'Agnese
L'Almo Collegio Capranica coltiva, sin dalle sue origini, uno speciale culto verso la vergine e martire romana Agnese. Tale devozione è dovuta al fatto che, all'atto della fondazione da parte del cardinal Capranica, il palazzo ove ha sede il Collegio sarebbe stato costruito sul luogo in cui era ubicata l'abitazione della santa. Dal 1457, pertanto, Sant'Agnese ne è la patrona. Da allora per tutta la "famiglia capranicense" il 21 gennaio è una giornata di grande festa.

## Il Collegio oggi

### Edificio

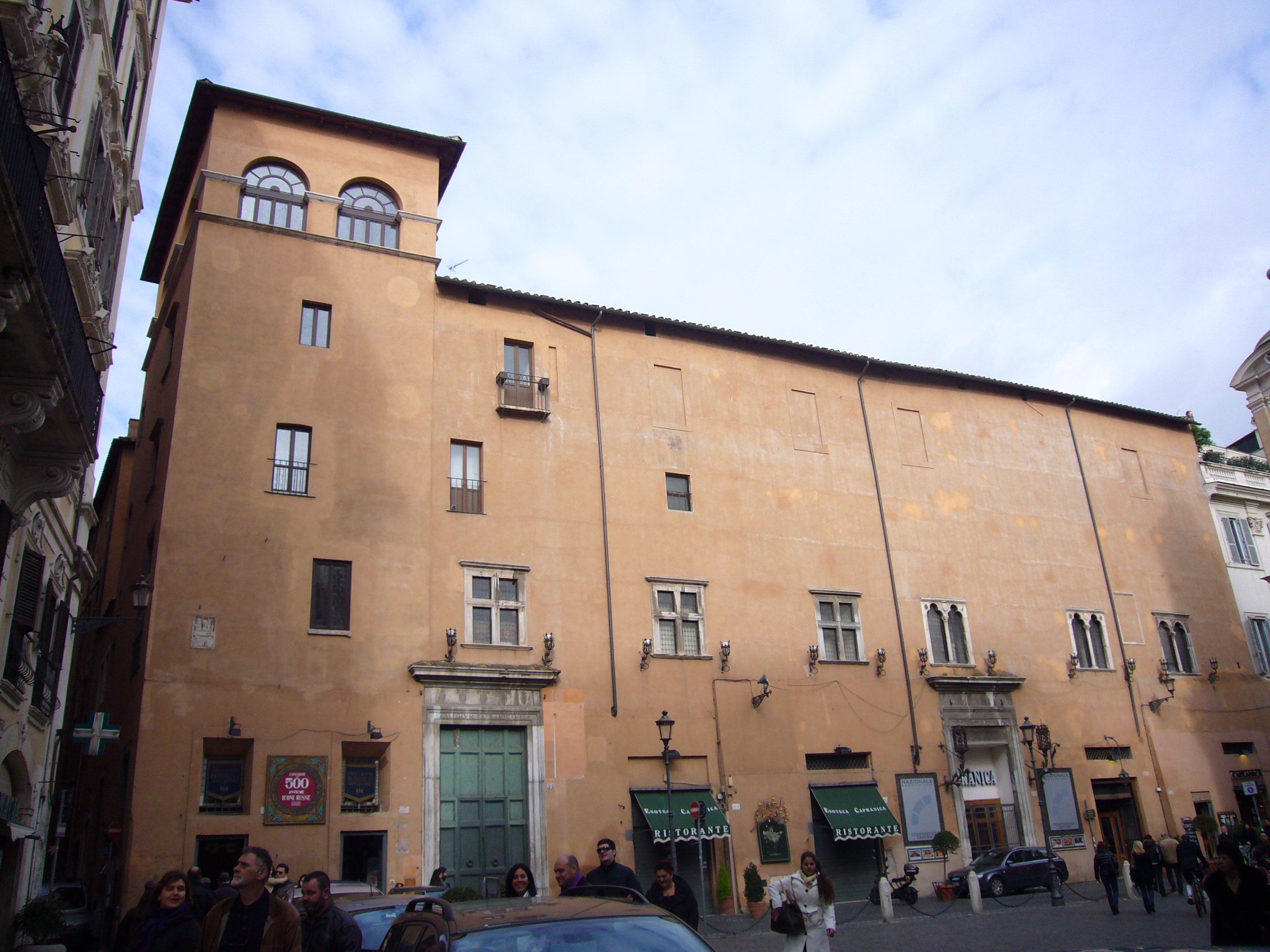
La facciata

L'edificio dell'Almo Collegio Capranica è situato in piazza Capranica, nel territorio compreso all'interno del rione Colonna.
La facciata, che dà sulla piazza, è rivestita da intonaco chiaro ed è caratterizzata dalla presenza di una torre angolare a pianta quadrata, terminante con una loggia che si apre verso l'esterno con due finestre ad arco per ogni lato. Alla base della torre, sulla sinistra, vi è un bassorilievo raffigurante il Busto di Gesù Salvatore tra due candelieri e due oranti, stemma dell'Arciconfraternita del Salvatore. Nella parte inferiore del prospetto, vi sono due portali, entrambi decorati da una cornice marmorea; quello di sinistra costituisce l'accesso principale del Collegio, mentre quello di destra l'ingresso del Teatro Capranica. Il primo piano è caratterizzato dalla presenza di una serie di finestre, da sinistra tre bifore gotiche e tre finestre rinascimentali a croce. L'assetto attuale della facciata non è più quello originario ma è frutto di rimaneggiamenti successivi alla costruzione dell'edificio, prevalentemente secenteschi.

#### Cappella di Sant'Agnese

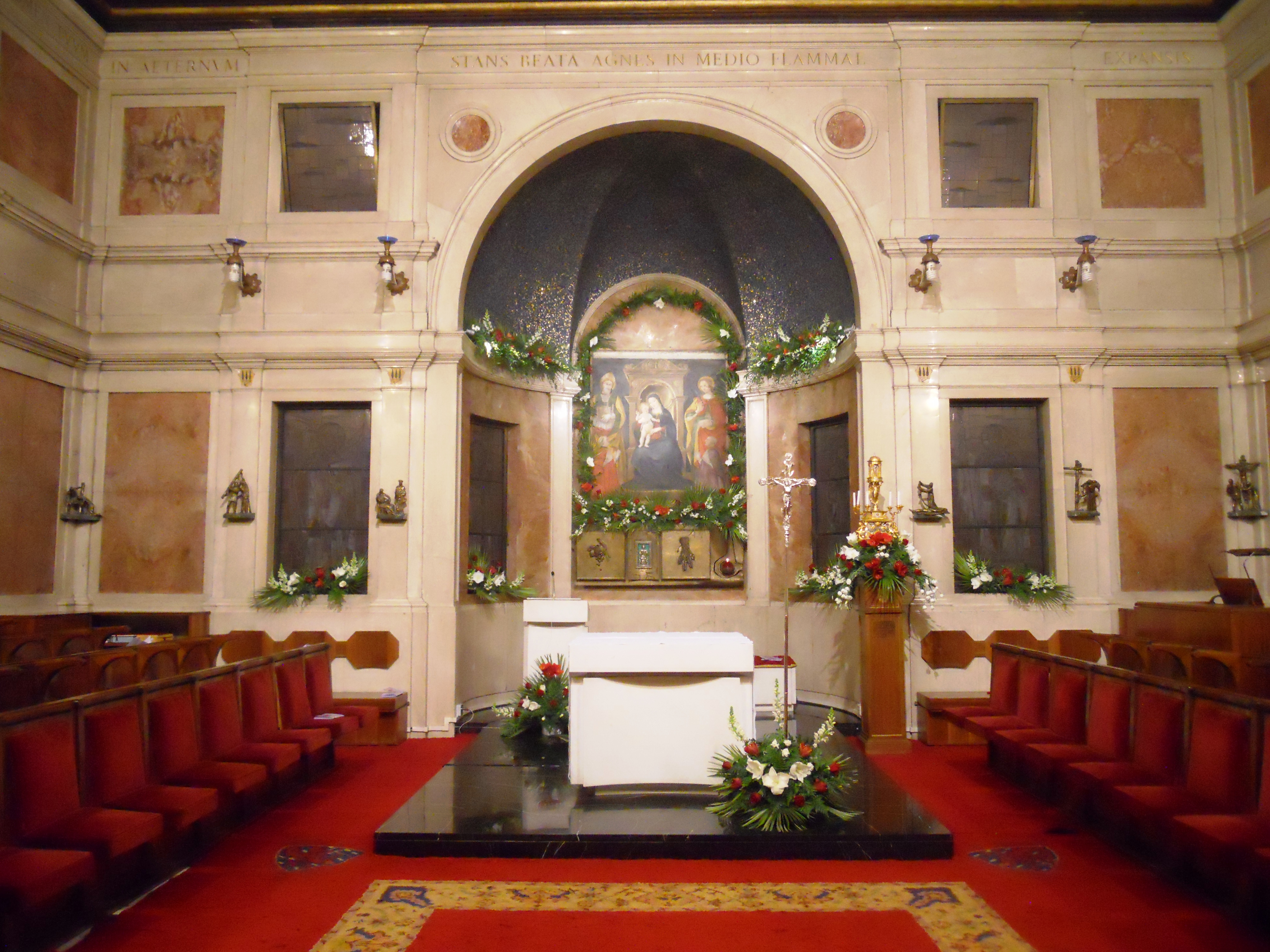
Cappella di Sant'Agnese

La cappella principale del Collegio, dedicata a Sant'Agnese vergine e martire, risale, nel suo assetto attuale, ai restauri del 1954 ed è in stile neorinascimentale.
L'ambiente è a pianta rettangolare, con pareti rivestite con marmi policromi e decorate da un doppio cornicione; quello superiore reca l'antifona Stans beata Agnes al Magnificat dei vespri nella memoria liturgica di Sant'Agnese. Nella parete d'ingresso si aprono tre grandi porte lignee che mettono in comunicazione la cappella con il Salone d'onore e che sono sormontate da una cantoria marmorea sorretta da mensole; in quella di fondo, invece, si apre l'abside semicircolare, con catino musivo, all'interno della quale vi è l'affresco di Antoniazzo Romano Madonna con Bambino, un santo vescovo e sant'Agnese. Il presbiterio, risalente alla fine degli anni 1960 e in stile moderno, poggia su un gradino in marmo nero, è costituito dall'altare in marmo bianco con mensa quadrata, dall'ambone e dalla sede, questi due in posizione arretrata, e si sviluppa al centro dell'ambiente, solo in parte all'interno dell'abside, ove invece trova luogo il tabernacolo. Sei finestre illuminano l'ambiente e le quattro più grandi sono decorate da vetrate raffiguranti (guardando l'altare, da sinistra) San Gregorio Magno, Sant'Agostino, San Girolamo e Sant'Ambrogio.

##### Organo a canne

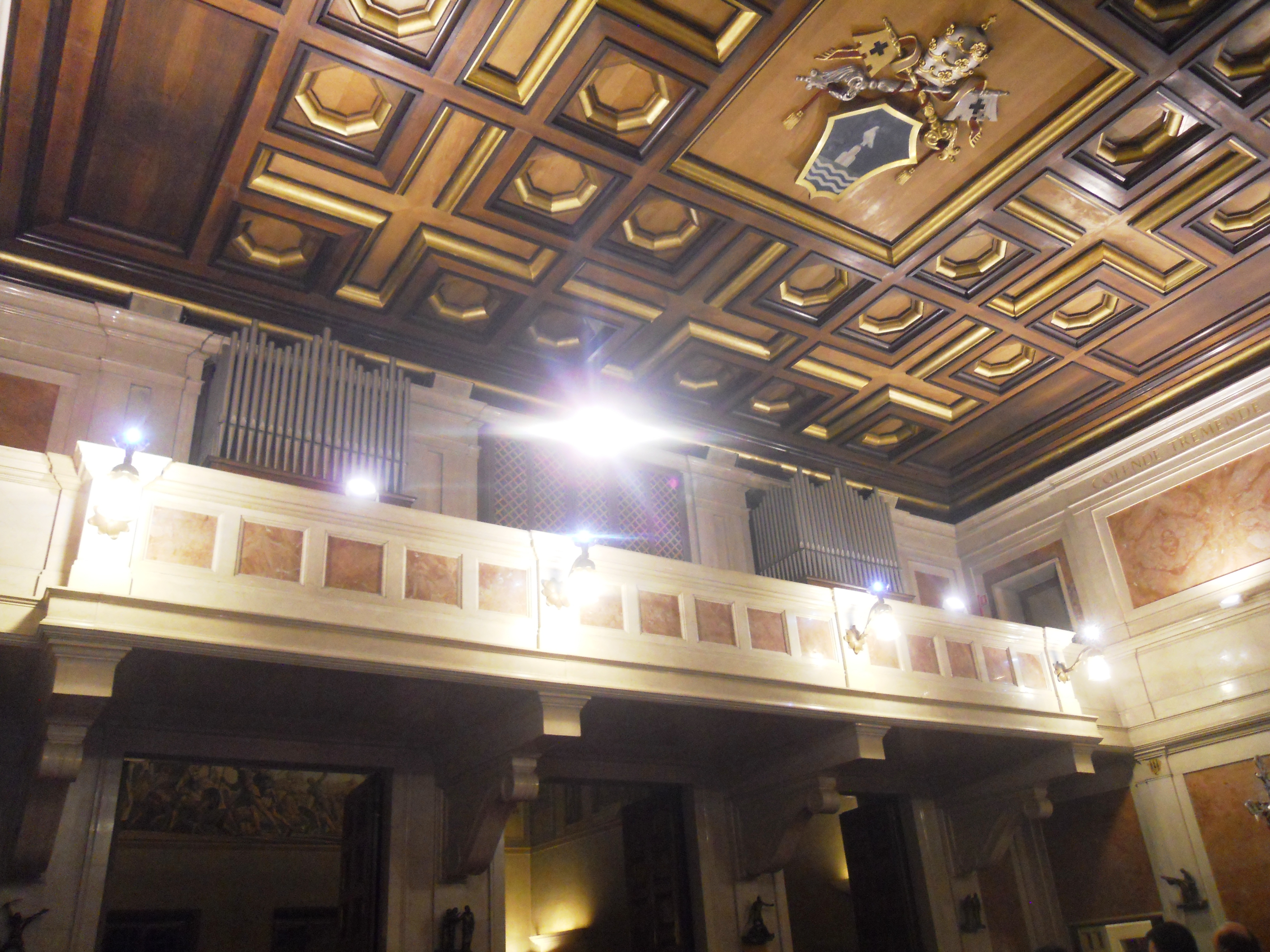
L'organo e la cantoria

Sulla cantoria in controfacciata, si trova l'organo a canne Mascioni opus 696, costruito nel 1953 e restaurato nel 2013 dalla casa costruttrice.
Lo strumento è a trasmissione elettrica con sistema multiplo per il secondo manuale (Espressivo) e somiere di tipo elettro-pneumatico per il primo (Grand'Organo).Il suo materiale fonico si articola in tre corpi, situati sopra la cantoria della cappella: quello centrale, privo di mostra, è chiuso da una grata, mentre ciascuno dei due laterali presenta una mostra con base limitata al basamento e composta da canne di principale con bocche a mitria allineate orizzontalmente.
La consolle dell'organo, originariamente situata anch'essa in cantoria, negli anni 1970 è stata spostata a pavimento, alla destra del presbiterio. Essa dispone di due tastiere di 58 note ciascuna e pedaliera concavo-radiale di 30 note; i registri, le unioni, gli accoppiamenti e gli annullatori sono azionati da placchette a bilico poste al di sopra del secondo manuale.

### La comunità
Il Collegio esprime ancora oggi i suoi tratti distintivi: il particolare legame alla Chiesa di Roma; un forte senso di famiglia tra alunni ed ex-alunni; l'attenzione a provvedere aiuti perché tutti i propri alunni possano permettersi la permanenza e gli studi.
La nomina del rettore è affidata direttamente al papa. Il rettore è la guida della comunità, ma condivide questa sua responsabilità con la commissione episcopale, formata da tre ex-alunni: un cardinale e due vescovi. Gli alunni provengono in massima parte dalle diocesi italiane, ma anche da Africa, Asia e America Latina. All'insegna del dialogo ecumenico, dagli anni settanta del XX secolo il Collegio annovera tra i suoi alunni anche uno o più alunni ortodossi.
L'Almo Collegio Capranica è indicato anche con l'appellativo "Pontificio", onde indicare il legale peculiare con la Sede Apostolica.

## Protettori
- Michele Bonelli (1592-1598)
- Pompeo Arrigoni (1600-1616)
- Tiberio Muti (1616-1636)
- Antonio Barberini (1644-1661)
- Francesco Maria Pignatelli (1806-1815)
- Bartolomeo Pacca (1815-1844)
- Ludovico Micara (1845-1847)
- Lodovico Altieri (1848-1867)
- Costantino Patrizi Naro (1868-1876)
- Raffaele Monaco La Valletta (1878-1896)
- Mariano Rampolla del Tindaro (1896-1913)
- Serafino Vannutelli (1914-1915)
- Aristide Rinaldini (1915-1920)
- Vincenzo Vannutelli (1920-1930)
- Gaetano Bisleti (1930-1937)
- Francesco Marchetti Selvaggiani (1937-1951)
- Nicola Canali (1951-1961)
- Clemente Micara (1961-1965)
- Benedetto Aloisi Masella (1965-1970)

## Presidenti
- Luigi Traglia (1971-1977)
- Sergio Pignedoli (1977-1980)
- Sebastiano Baggio (1980-1993)
- Camillo Ruini (1993-2009)
- Renato Raffaele Martino (2009-2016)
- Paolo Romeo (2016-2019)
- Angelo De Donatis (dal 2019)

## Rettori
- Giovanni Ponzi (1884-1896)
- Giuseppe Maria Coselli (1896-1911)
- Alfonso Carinci (1911-1930)
- Cesare Federici (1930-1964)
- Franco Gualdrini (1964-1983)
- Luciano Pacomio (1983-1997)
- Michele Pennisi (1997-2002)
- Alfredo Abbondi (2002-2004)
- Ermenegildo Manicardi (2004-2019)
- Riccardo Battocchio[17] (2019-2025)
- Filippo Nicolò (2025- in carica)